# Sofia Palaiologovna
Zóé Sofia Palaiologovna (řecky Ζωή Σοφία Παλαιολογίνα, Zoé Sofia Palaiologina; rusky Софи́я Фоми́нична Палеоло́г, Sofia Fominična Paleolog; kolem 1448 pravděpodobně Mystras - 1503), veliká kněžna moskevská, byla neteří posledních byzantských císařů Jana VIII. a Konstantina XI. a druhou manželkou  velikého knížete  moskevského Ivana III.

## Mládí a výchova
Zóé byla dcerou morejského despoty Thómy Palaiologa. Dětství prožila v Řecku, na Peloponéském poloostrově, kde její otec  vládl v morejském despotátu, který byl víceméně samostatnou součástí byzantské říše. V roce 1460 byla Morea dobyta Turky a despotova rodina se uchýlila na ostrov Korfu. Thómas brzy zemřel a Sofie se na jaře 1465 odebrala společně s mladšími bratry Andreasem a Manuélem  do Říma, kde je vzal pod svoji ochranu papež Pavel II. V centru katolické církve s nimi bylo jednáno v duchu florentské unie jako s uniaty a dostalo se jim humanistického vzdělání.
Snaha najít Zóé vhodného manžela v urozených katolických rodinách narazila na fakt, že potenciální nevěsta pocházela sice z panovnické dynastie, ale  prakticky neměla žádné věno, žádný majetek. Nakonec přišel jeden z princezniných poručníků, řecký učenec kardinál Béssárión s nápadem provdat Zóé za ovdovělého knížete Ivana III. To se zalíbilo  papežské kurii, která doufala, že by jejím prostřednictvím mohla přimět moskevského vládce, aby konečně přistoupil k florentské unii,  a především ho získat jako spojence pro křížovou výpravu proti osmanským Turkům, o jejíž realizaci papež usiloval. Ze stejného důvodu podporovaly tyto sňatkové plány také Benátky.  

## Sňatek s velikým knížetem moskevským Ivanem III.
Sňatek se konal koncem roku 1472 v Moskvě. Pro Ivana III. byl nepochybně prestižní záležitostí, i když moskevský vládce nejspíše nikdy nepomýšlel na to stát se "dědicem moci a slávy zaniklé Byzance“, jak mu občas historici přisuzují. Kromě toho Sofie nemohla přenést na svého chotě byzantské mocenské nároky, protože dědičkou  byzantského císařství se nestala po smrti svého strýce, posledního byzantského císaře Konstantina XI., a jeho bratra, svého otce Thómy, ona,  ale její starší bratr.  Andreas žil jako dobrodruh a s byzantským dědictvím, které ostatně bylo velmi pofidérní, doslova kupčil. Moskvu navštívil dvakrát, a tak je pravděpodobné, že svá práva vládnout v byzantské říši nabídl i svému švagrovi. Ivan III. však jeho nabídku odmítl, neboť si uvědomoval její nereálnost.
Naděje, že sňatek s uniatkou přiměje Ivana III. ke konverzi ke katolicismu a uznání papežského primátu zůstaly nenaplněné. Sofiin doprovod, především papežský legát a nuncius Antonio Bonumbre, který s tímto úkolem do Moskvy přijel, se brzy přesvědčili, že  "schismatičtí" obyvatelé moskevského knížectví nemají rozhodně nic takového v úmyslu a neochvějně setrvávají na pravoslavné víře svých předků. Stejně tak se kníže nehodlal angažovat v boji s osmanskými Turky, neboť moskevské území nebylo tureckou expanzí  v daném období vůbec ohroženo. 

## Sofia na moskevském velkoknížecím dvoře
Manželství Sofie Palaiologovny a Ivana Vasiljeviče trvalo více než tři desítky let a bylo obdařeno přinejmenším devíti potomky, pěti syny a čtyřmi dcerami. Nejstarším synem byl budoucí veliký kníže moskevský Vasilij III. 
Podle  dobových ruských letopisů  prý  byla Sofia značně sebevědomá, vychytralá, úskočná a také mocichtivá a časem získala  jistý vliv na dynastické záležitosti To potvrzuje ve svých zápiscích také vyslanec císaře Maximiliána I. Habsburského Siegmund von Herberstein, který ovšem přicestoval na moskevský dvůr  až několik let po Sofiině smrti a měl své zprávy pouze z doslechu. Ti, kdo toto svědectví zanechali, však byli zvyklí, že manželky knížat, pocházející valnou většinou z domácí  dynastie Rurikovců, nebo nanejvýš z litevských knížecích rodů, se chovali zcela jinak než  vzdělaná a cílevědomá Byzantinka.    
Část Řeků, kteří doprovodili  byzantskou princeznu na moskevský dvůr, se tu usadila a postupně splynula se zdejším   prostředím.  Z některých se později stali rádci panovníka, jiní působili jako diplomaté. Moskvané se teprve začínali diplomatickému umění učit, a tak v čele jejich  poselstev stáli často Řekové.  Jedním z nejvýznamnějších byl Georgios Trachaniot, který přijel do Moskvy poprvé v roce 1469 s úkolem sjednat sňatek Zóé s mladým, nedávno ovdovělým moskevským knížetem, a později tu zůstal natrvalo.    